# Lassetjärnen, Lappland
Lassetjärnen är en sjö i Lycksele kommun i Lappland och ingår i Umeälvens huvudavrinningsområde.